# Остапенко Лілія Володимирівна
Лілія Володимирівна Остапенко (сценічне ім'я Лілея, 30 березня 1962, Кривий Ріг) — українська естрадна і джазова співачка (сопрано), скрипалька, композитор, педагог.  
Лауреатка фестивалів «Червона рута» (1995), «Вільнюс-94». Викладач кафедри естрадного співу Київського університету культури і мистецтв. Авторка пісень на слова українських поетів, випустила шість аудіоальбомів на власну музику, солістка ансамблів «Джаз-експромт» і «Джаз-хорал». 

## Біографія
Лілія Остапенко народилась 30 березня 1962 року в Кривому Розі. 1987 року закінчила Донецьку консерваторію по класу скрипки (О. Запольського). По закінченню викладала у дитячій музичній школі Кривого Рогу по класу скрипки. Одночасно, з 1982 року учасниця ансамблю Олександра Гебеля «Джаз-хорал». Восени 1990 року на фірмі «Мелодія» записано першу платівку Джаз-хоралу з солісткою Лілією Остапенко.  
1993 року як сольна виконавиця взяла участь у фестивалі "Музичний сендвіч" у Кривому Розі, де стала лауреатом першої премії. З піснями "Тополя" та "Ой, як би я мала..." здобула всеукраїнську популярність після участі в "Хіт-параді «12 − 2»" "Радіо Промінь". Після чого розпочала сольну кар'єру. Влітку 1993 року в кіровоградській студії звукозапису "Елема" записала дебютний сольний поп-джазовий альбом "Я співаю тобі". Автором музики була Лілія Остапенко, вірші її колеги по "Джаз-хоралу" Світлани Дадуріної, звукорежисер Олег Ступка.
В 1994 році вона стає лауреатом міжнародного фестивалю виконавців «Вільнюс-94», а 1995 року займає друге місце в категорії популярна музика на Всеукраїнському фестивалі «Червона рута» у Севастополі.
У жовтні 1995 року під сценічним ім'ям Лілея записує російськомовний поп-альбом "Прощай мой друг", складений з власних пісень, написаних за десять років до запису. На початку 1997 року виходить її CD  "Ми маємо шанс", аранжований Юрієм Савченком і записаний Володимиром Критовичем на "Студії Лева".
З 1998 року працює і проживає в Києві. У 1999–2005 роках – солістка вокального колективу «Джаз-експромт» під керівництвом О. Лисоконя. У складі ансамблю гастролювала у Польщі, Австрії, Грузії, Фінляндії. Водночас 2000–06 та від 2013 – викладач кафедри естрадного співу Київського університету культури і мистецтв. У квітні 2006 року мала авторський концерт як композитор у палаці  "Україна".  
З 2006 по 2011 жила і працювала у Нью-Йорку, де з 2007 року викладала в Українську музичному інституті, виступала з концертами у Детройті, Нью-Йорку, Філадельфії і Чикаго. 

## Композиторська творчість
Лілія Остапенко – авторка пісень на слова українських поетів, зокрема М. Ткача, Ю. Рибчинського, М. Луківа, В. Крищенка. Її пісні склали основу альбомів Таїсії Повалій "Сладкий грех" та Катерини Бужинської "Музыка, которую Вы любите..." Серед виконавців пісень Лілеї – Ані Лорак, Алла Кудлай, Надія Шестак, Оксана Пекун та ін. У 2001 році вийшов двокасетний магнітоальбом "Жінкам від жінок", у який увійшли пісні Лілії Остапенко на слова Ольги Ткач у виконанні Таїсії Повалій, Валентини Степової, Алли Кудлай, Ані Лорак, Катерини Бужинської, Оксани Пекун, Надії Шестак.

## Дискографія
- «Я співаю тобі» (1994),
- «Прощавай, мій друже» (1995),
- «Ми маємо шанс» (1996),
- «Між небом та землею» (1998),
- «Доля» (2003),
- «Осінній романс» (2015)